# Monte Lowry
Il Monte Lowry (in lingua inglese: Mount Lowry) è una montagna antartica, alta 1.020 m e situata 5 km a nordovest delle Wrigley Bluffs delle Anderson Hills, nel settore settentrionale del Patuxent Range nei Monti Pensacola, in Antartide. 
La dorsale è stata mappata dall'United States Geological Survey (USGS) sulla base di rilevazioni e foto aeree scattate dalla U.S. Navy nel periodo 1956-66.
La denominazione è stata assegnata dall'Advisory Committee on Antarctic Names (US-ACAN), in onore di James K. Lowry, biologo presso la Stazione Palmer durante l'inverno 1967.